# Campeonato Brasileiro Série B 2009
Die Campeonato Brasileiro Série B 2009 war die 28. Spielzeit der zweiten Fußballliga Brasiliens.
Der Wettbewerb startete am 8. Mai 2009 in seine Saison und endete am 27. November 2009. Die Meisterschaft wurde vom nationalen Verband CBF ausgerichtet. Der in der Saison 2008 erstmals abgestiegene vierfache Meister CR Vasco da Gama konnte am Ende der Saison die Meisterschaft feiern.

## Teilnehmer

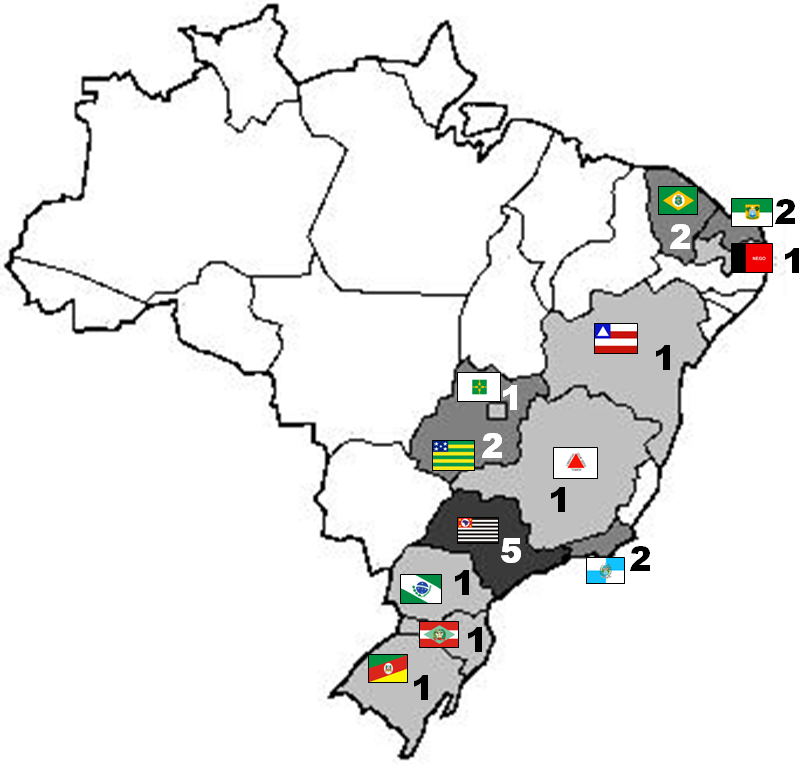
Teilnehmerzahl nach Bundesstaaten

Die Teilnehmer waren:
| Bundesstaat         | Klub                | Qualifikation    | Ergebnis |
| ------------------- | ------------------- | ---------------- | -------- |
| Bahia               | EC Bahia            | 10. Série B 2008 | 12.      |
| Brasília            | Brasiliense FC      | 14. Série B 2008 | 14.      |
| Ceará               | Ceará SC            | 12. Série B 2008 | 3. ▲     |
| Ceará               | Fortaleza EC        | 16. Série B 2008 | 18. ▼    |
| Goiás               | Atlético Goianiense | 1. Série C 2008  | 4. ▲     |
| Goiás               | Vila Nova FC        | 6. Série B 2008  | 13.      |
| Minas Gerais        | Ipatinga FC         | 20. Série A 2008 | 15.      |
| Paraíba             | Campinense Clube    | 3. Série C 2008  | 19. ▼    |
| Paraná              | Paraná Clube        | 11. Série B 2008 | 10.      |
| Rio de Janeiro      | Duque de Caxias FC  | 4. Série C 2008  | 8.       |
| Rio de Janeiro      | CR Vasco da Gama    | 18. Série A 2008 | 1. ▲     |
| Rio Grande do Norte | ABC Natal           | 13. Série B 2008 | 20. ▼    |
| Rio Grande do Norte | América FC (RN)     | 15. Série B 2008 | 16.      |
| Rio Grande do Sul   | EC Juventude        | 8. Série B 2008  | 17. ▼    |
| Santa Catarina      | Figueirense FC      | 17. Série A 2008 | 6.       |
| São Paulo           | CA Bragantino       | 7. Série B 2008  | 9.       |
| São Paulo           | Guarani FC          | 2. Série C 2008  | 2. ▲     |
| São Paulo           | AA Ponte Preta      | 5. Série B 2008  | 11.      |
| São Paulo           | Portuguesa          | 19. Série A 2008 | 5.       |
| São Paulo           | AD São Caetano      | 9. Série B 2008  | 7.       |

## Saisonverlauf
Die vier Besten stiegen in die erste Liga 2010 auf. Die vier schlechtesten stiegen in die Série C 2010 ab.
CR Vasco da Gama hatte sich den Wiederaufstieg bereits am 34. Spieltag gesichert. Im Heimspiel gegen den EC Juventude am 7. November 2009 siegte der Klub mit 2:1. In Erwartung des Aufstiegsspiels wurde die bis dahin größte Zuschauerzahl in einem Série-B-Spiel registriert. Im Maracanã waren 81.904 Zuschauer anwesend.
In Sachen Zuschauern hatte die Saison auch ihren Negativrekord für die Liga. Am letzten Spieltag fanden bei der Begegnung Duque de Caxias FC gegen AA Ponte Preta nur 49 Zuschauer ins Stadion, davon 5 zahlende.

## Tabelle
| Pl. | Verein                  | Sp. | S  | U  | N  | Tore    | Diff. | Punkte |
| --- | ----------------------- | --- | -- | -- | -- | ------- | ----- | ------ |
| 1.  | CR Vasco da Gama (A)    | 38  | 22 | 10 | 6  | 058:290 | +29   | 76     |
| 2.  | Guarani FC (C)          | 38  | 21 | 6  | 11 | 055:510 | +4    | 69     |
| 3.  | Ceará SC                | 38  | 19 | 11 | 8  | 054:340 | +20   | 68     |
| 4.  | Atlético Goianiense (C) | 38  | 20 | 5  | 13 | 073:530 | +20   | 65     |
| 5.  | Portuguesa (A)          | 38  | 18 | 8  | 12 | 053:450 | +8    | 62     |
| 6.  | Figueirense FC (A)      | 38  | 19 | 3  | 16 | 064:510 | +13   | 60     |
| 7.  | AD São Caetano          | 38  | 15 | 9  | 14 | 052:380 | +14   | 54     |
| 8.  | Duque de Caxias FC (C)  | 38  | 15 | 9  | 14 | 055:530 | +2    | 54     |
| 9.  | CA Bragantino           | 38  | 15 | 8  | 15 | 052:510 | +1    | 53     |
| 10. | Paraná Clube            | 38  | 14 | 11 | 13 | 051:560 | −5    | 53     |
| 11. | AA Ponte Preta          | 38  | 14 | 10 | 14 | 062:550 | +7    | 52     |
| 12. | EC Bahia                | 38  | 14 | 9  | 15 | 052:530 | −1    | 51     |
| 13. | Vila Nova FC            | 38  | 14 | 7  | 17 | 042:590 | −17   | 49     |
| 14. | Brasiliense FC          | 38  | 14 | 6  | 18 | 045:560 | −11   | 48     |
| 15. | Ipatinga FC (A)         | 38  | 12 | 12 | 14 | 043:500 | −7    | 48     |
| 16. | América FC (RN)         | 38  | 13 | 7  | 18 | 049:610 | −12   | 46     |
| 17. | EC Juventude            | 38  | 12 | 8  | 18 | 046:500 | −4    | 44     |
| 18. | Fortaleza EC            | 38  | 10 | 8  | 20 | 056:640 | −8    | 38     |
| 19. | Campinense Clube (C)    | 38  | 11 | 4  | 23 | 054:790 | −25   | 37     |
| 20. | ABC Natal               | 38  | 10 | 5  | 23 | 040:660 | −26   | 35     |

| (A) | Absteiger aus Série A 2008  |
| (C) | Aufsteiger aus Série C 2008 |

## Torschützenliste
| Pl. | Nat.        | Spieler         | Klub                | Tore |
| --- | ----------- | --------------- | ------------------- | ---- |
| 1   | Brasilianer | Rafael Coelho   | Figueirense FC      | 17   |
|     | Brasilianer | Élton           | CR Vasco da Gama    | 17   |
|     | Brasilianer | Marcelo Nicácio | Fortaleza EC        | 17   |
| 4   | Brasilianer | Lúcio Curió     | América FC (RN)     | 15   |
| 5   | Brasilianer | Edivaldo        | Duque de Caxias FC  | 14   |
|     | Brasilianer | Edmundo         | Campinense Clube    | 14   |
|     | Brasilianer | Marcão          | Atlético Goianiense | 14   |
|     | Brasilianer | Mendes          | EC Juventude        | 14   |
|     | Brasilianer | Ricardo Xavier  | Guarani FC          | 14   |